# Stanbridge (Bedfordshire)
Stanbridge – wieś i civil parish w Anglii, w hrabstwie ceremonialnym Bedfordshire, w dystrykcie (unitary authority) Central Bedfordshire. Leży 27 km na południe od centrum miasta Bedford i 56 km na północny zachód od centrum Londynu. W 2011 roku civil parish liczyła 713 mieszkańców.